# Lembochrysa miniscula
Lembochrysa miniscula là một loài côn trùng trong họ Chrysopidae thuộc bộ Neuroptera. Loài này được Ren & Guo miêu tả năm 1996.